# Eugenio Broccardi
Eugenio Broccardi (Genova, 10 luglio 1867 – Genova, 14 marzo 1959) è stato un ingegnere e politico italiano, Commissario prefettizio dal 1926 al 1926 e Podestà di Genova dal 1926 al 1933.

## Biografia
Laureato in ingegneria nel 1890 al politecnico di Milano, nel 1895 assume la direzione della Società cooperativa di produzione di Sampierdarena, un cantiere di medie dimensioni specializzato in costruzioni meccaniche e navali del quale rimane direttore per i successivi cinquant'anni. Nel 1905, oltremodo conosciuto ed apprezzato per aver risollevato le sorti del cantiere e salvato i suoi posti di lavoro, viene eletto consigliere della provincia di Genova per il mandamento Sampierdarena-Val Polcevera. Nel 1914 viene eletto consigliere comunale e nominato assessore ai lavori pubblici nella giunta del sindaco Emilio Massone.
Di idee interventiste, negli anni della prima guerra mondiale è a capo del Comitato di organizzazione e assistenza civile, particolarmente impegnato nell'assistenza a circa 14.000 famiglie rimaste senza sostegno per la chiamata alle armi con somme raccolte attraverso pubbliche sottoscrizioni. Per meglio gestire i rifornimenti alimentari nello stesso periodo assume in via temporanea l'assessorato all'annona.
Prima del 1920 donò al comune di Santa Margherita Ligure il terreno su cui sorse lo stadio che porta il suo nome.
Rieletto consigliere comunale nel 1920, secondo per numero di preferenze dopo il senatore Paolo Emilio Bensa, nelle elezioni del 1921 viene chiamato a rappresentare il collegio di Genova per il blocco nazionale che riunisce i liberali affini a Giovanni Giolitti, i Fasci italiani di combattimento fondati da Mussolini e l'Associazione Nazionalista Italiana di Enrico Corradini. Alla Camera entra nel gruppo "Democrazia liberale". La sua attività parlamentare pre-fascista è occupata prevalentemente dalla Commissione Reale per la sistemazione dei servizi marittimi, in cui entra al posto di Erasmo Piaggio e per la quale compila una relazione che è alla base della sistemazione delle rotte con il continente americano, per l'attraversamento del canale di Panama e per il periplo dell'Africa. Nell'attività politica si pone in contrasto con la rappresentanza elettoralmente alleata dei fascisti, poco propensa alle procedure parlamentari. In un articolo scritto per il periodico Rinnovamento, intitolato "Parlamento o Dittatura?" scrive:
L'atteggiamento ostile è tuttavia legato anche alla natura ideologica del fascismo, che fino al 1923 (ovvero fino alla confluenza dei nazionalisti e di vasti settori liberali) è quella socialista-rivoluzionaria e repubblicana dei Fasci di combattimento. La normalizzazione del Partito Nazionale Fascista, dal quale gli elementi rivoluzionari vengono gradualmente isolati per favorire i nazionalisti, ricompone i rapporti quel tanto che basta per consentire la sua candidatura nelle Lista nazionale guidata dal PNF, cui aderiscono la maggioranza degli esponenti liberali e democratici (tra cui Vittorio Emanuele Orlando, Antonio Salandra, Enrico De Nicola), ex popolari, demosociali e sardisti filofascisti, oltre a numerose figure della destra italiana moderata.
L'anno successivo viene nominato commissario straordinario del comune di Genova, carica che prelude - una volta approvato il nuovo ordinamento comunale - a quella di podestà, ottenuta nel 1926 e mantenuta per sette anni. Con la nomina a commissario completa la sua virata dal liberalismo al fascismo, virata tuttavia ritenuta a posteriori dettata da motivi di mero opportunismo. Il suo settennato alla guida di Genova è tuttavia ricordato per una serie di opere pubbliche di grande importanza come la prosecuzione di via Dante con la costruzione di una nuova galleria (la Cristoforo Colombo), la sistemazione del promontorio di San Benigno (spianamento del colle e realizzazione della via Cantone, tra Genova e Sampierdarena), la strada camionale dei Giovi, l'Arco ai Caduti di piazza della Vittoria. Durante la sua amministrazione viene anche portato a compimento il progetto della Grande Genova, ovvero l'aggregazione dei comuni di Apparizione, Bavari, Bolzaneto, Borzoli, Cornigliano Ligure, Molassana, Nervi, Pegli, Pontedecimo, Prà, Quarto dei Mille, Quinto al Mare, Rivarolo Ligure, Sampierdarena, San Quirico, Sant'Ilario Ligure, Sestri Ponente, Struppa e Voltri.
Nel 1929, al termine del secondo mandato alla camera, sotto la spinta della sua popolarità (che nel 1933 gli vale il secondo quinquennio da podestà), viene nominato senatore a vita nella categoria dei deputati dopo tre legislature o sei anni di esercizio, continuando in senato l'attività in favore della Liguria portata avanti nelle due legislature precedenti. Nel 1935, terminato il secondo mandato da podestà, si dedica esclusivamente all'attività parlamentare e alla presidenza della cooperativa di produzione, senza mai ricoprire cariche politiche di alcun tipo nel partito fascista e nella Repubblica Sociale Italiana. Chiamato a rispondere del suo operato dopo la guerra viene riconosciuto contiguo al fascismo per interesse personale, specie per i posti remunerati in vari consigli di amministrazione di società legate al comune di Genova; pur non essendosi arricchito con profitti illeciti o reso colpevole di propaganda per l'entrata in guerra viene dichiarato decaduto dalla carica di senatore (sentenza del 14 novembre 1945), e mantenuto in quella di direttore della cooperativa, che lascia di sua iniziativa di li a poco a causa dell'età ormai avanzata.